# Raman Ramanau
Raman Ramanau (né le 3 juillet 1994 à Mazyr) est un coureur cycliste biélorusse. Il participe à des compétitions sur route et sur piste. 

## Palmarès sur route

### Palmarès par année
- 2016
  - 3e de Belgrade-Banja Luka I
- 2022
  - 2e du championnat de Biélorussie du contre-la-montre
- 2023
  - Tour of Yellow River :
    - Classement général
    - 2e étape

### Classements mondiaux
| Année           | 2015 | 2016 | 2017   |
| --------------- | ---- | ---- | ------ |
| UCI Europe Tour | 897e | 897e | 1 674e |

## Palmarès sur piste

### Championnats du monde
| Édition / Épreuve              | Poursuite par équipes | Course aux points | Scratch |
| Minsk 2013                     |                       | 15e               |         |
| Saint-Quentin-en-Yvelines 2015 | 8e                    | 14e               |         |
| Londres 2016                   | 6e                    |                   | 4e      |
| Hong Kong 2017                 | 14e                   | 13e               |         |
| Apeldoorn 2018                 |                       | 18e               |         |
| Pruszków 2019                  |                       | 11e               |         |

### Coupe du monde
- 2016-2017
  - 1er du scratch à Apeldoorn

### Championnats d'Europe
| Édition / Épreuve              | Poursuite par équipes | Course aux points | Scratch |
| Anadia 2013 (espoirs)          |                       | Bronze            |         |
| Anadia 2014 (espoirs)          |                       |                   | Bronze  |
| Athènes 2015 (espoirs)         | Bronze                | Or                |         |
| Montichiari 2016 (espoirs)     |                       | Bronze            |         |
| Saint-Quentin-en-Yvelines 2016 |                       | Bronze            |         |

### Championnats nationaux
- 2012
  - 2e du championnat de Biélorussie de poursuite par équipes
  - 2e du championnat de Biélorussie de scratch
  - 3e du championnat de Biélorussie de l'omnium
- 2014
  -  Champion de Biélorussie de poursuite par équipes (avec Aleh Ahiyevich, Hardzei Tsishchanka, Raman Tsishkou et Mikhail Shemetau)
- 2017
  -  Champion de Biélorussie de poursuite par équipes (avec Anton Muzychkin, Yauheni Akhramenka et Raman Tsishkou)
  -  Champion de Biélorussie de l'américaine (avec Anton Muzychkin)
  - 3e du championnat de Biélorussie de scratch
- 2018
  -  Champion de Biélorussie de poursuite par équipes (avec Artsiom Muzykin, Maksim Andreyeu, Yauheni Akhramenka et Raman Tsishkou)
  - 2e du championnat de Biélorussie de scratch
- 2019
  - 2e du championnat de Biélorussie de poursuite par équipes
  - 2e du championnat de Biélorussie de l'américaine
- 2020
  - 2e du championnat de Biélorussie de course aux points
- 2021
  -  Champion de Biélorussie de course aux points
  - 2e du championnat de Biélorussie de poursuite
  - 2e du championnat de Biélorussie de l'omnium
  - 3e du championnat de Biélorussie de course à l'élimination
  - 3e du championnat de Biélorussie de l'américaine